# Звяр (теленовела)
„Звяр“ (на испански: La fiera) е мексиканска теленовела от 1983 г., създадена от Инес Родена, режисирана от Педро Дамян и продуцирана от Валентин Пимстейн за Телевиса.
В главните роли са Виктория Руфо и Гилермо Капетийо, а в отрицателните – Росио Банкелс, Карлос Камара, Лупита Лара, по-късно заменена от Нурия Бахес, и Раймундо Капетийо.

## Сюжет
Натали, красиво и необразовано момиче от беден квартал, успява да спечели сърцето на Виктор Алфонсо, красив мъж от богато семейство, с когото са приятели от детските си години. Въпреки това, и двамата трябва да се изправят пред обществото, което не одобрява тяхната връзка, и най-вече пред родителите на Виктор Алфонсо, които презират Натали, защото произходът ѝ не отговаря на техния, и които винаги са искали синът им да се ожени за Бренда, красиво и изискано момиче от тяхната класа.
Натали, известна като „Звяра“ в квартала си, живее с Елодия, която я е отгледала. Елодия експлоатира момичето, но то умее да се пази, като звяр, откъдето идва прякорът ѝ. Старата жена е голяма почитателка на карти таро, в които вижда, че Звяра ще стане много богата в бъдеще.
Вярвайки, че парите ще дойдат от собственика на склад, с прякор Гърка, който винаги е бил влюбен в Натали. Елодия принуждава момичето да се омъжи за него, защото освен пари, склададжията ѝ е обещал да измъкне сина ѝ, Франки, от затвора. Но старата дама не знае, че Натали и Виктор Алфонсо са се оженили тайно.
Когато родителите на момчето научават за брака, искат да го анулират, без да се интересуват, че момичето е бременно. Подпомагана от най-добрата си приятелка, Костения, и от Гърка, Натали ражда близнаци.
Точно когато всичко изглежда безнадеждно, в живота на Натали се появява един милионер, който ѝ помага. Този човек открива, че бедното момиче, на което помага, е негова дъщеря. Този човек прекарва дълги години в затвора, обвинен в кражба на пари, престъпление, което не е извършил. Когато излиза от затвора, бащата на Натали се заклева, че ще отмъсти на човека, съсипал живота му, бащата на Виктор Алфонсо, който го е изпратил в затвора.
След като преодоляват пречките по пътя към щастието, Натали и Виктор Арфонсо успяват да бъдат заедно.

## Актьори
Част от актьорския състав:
- Виктория Руфо – Натали Рамирес „Звяра“
- Гилермо Капетийо – Виктор Арфонсо Мартинес Бустаманте
- Росио Банкелс – Бренда дел Виляр
- Анхелика Арагон – Костения
- Исабела Корона – Елодия
- Лупита Лара – Елена Мартинес Бустаманте (#1)
- Нурия Бахес – Елена Мартинес Бустаманте (#2)
- Карлос Камара – Лоренсо Мартинес Бустаманте
- Леонардо Даниел – Мигел Мартинес Бустаманте
- Луис Даниел Ривера – Мануел Перес Брито
- Хулиета Брачо – Рехина
- Хавиер Марк – Гърка
- Беатрис Морено – Лина
- Оскар Бонифилио – Франки
- Хуан Вердуско – Марин
- Алфредо Алегрия – Лупито (#1)
- Алфонсо Итуралде – Лупито (#2)
- Едит Гонсалес – Хули
- Габриела Руфо – Кармела
- Карлос Роцингер – Хоакин
- Ернесто Лагуардия – Раул
- Раймундо Капетийо – Марсиал Уркиса
- Марикрус Нахера – Анхелина
- Клаудия Рамирес – Продавачка
- Найели Салдивар – Натали (дете)
- Мариана Гонсалес – Бренда (дете)
- Луис Марио Кирос – Виктор Алфонсо (дете)
- Луис Гатика
- Едуардо Борха – Директор на затвора
- Артуро Лорка – Комисар
- Еухенио Кобо – Д-р Милан
- Антонио Брияс – Съдия
- Беатрис Орнея
- Антонио Енайн
- Херардо Акуня

## Премиера
Премиерата на Звяр е на 26 декември 1983 г. по Canal de las Estrellas. Последният 230. епизод е излъчен на 9 ноември 1984 г.

## Награди и номинации
Награди TVyNovelas (Мексико) 1985
| Категория                            | Номинация        | Резултат   |
| ------------------------------------ | ---------------- | ---------- |
| Най-добра млада актриса              | Виктория Руфо    | Печели     |
| Най-добър млад актьор                | Гилермо Капетийо | Печели     |
| Най-добра актриса в отрицателна роля | Лупита Лара      | Номинирана |